# Olaf Helset
Olaf Helset, norveški general, * 1892, † 1960.